# Голодні ігри (фільм)
«Голодні ігри» (англ. The Hunger Games) — американський фантастичний фільм 2012 року, режисера Ґері Росса, знятий на основі однойменного роману Сюзанни Коллінз. У головних ролях Дженніфер Лоренс, Джош Гатчерсон, Елізабет Бенкс, Ліам Гемсворт та Вуді Гаррельсон. Фільм вийшов у прокат 21 березня 2012 у Франції та декількох інших країнах, 22 березня — в Україні, 23 березня — в США.
Наступний фільм-продовження «Голодні ігри: У вогні» вийшов 21 листопада 2013 року.

## Сюжет
Держава Панем, розміщена у постапокаліптичній Північній Америці, складається із заможного Капітолія та дванадцятьох бідніших районів, так званих «округів». Як покарання за минуле повстання проти Капітолія, кожного року через лотерею округи обирають одного хлопця і одну дівчину віком від 12 до 18 років для участі у Голодних іграх. Обрані, «трибути», мають битися між собою на контрольованій Капітолієм арені, доки живим залишиться лише один із них. Нагорода за перемогу — слава та багатство. Катніс Евердін (Дженніфер Лоренс), 16-річна дівчина з Округу 12 добровільно зголошується піти на 74-ті Голодні ігри замість своєї молодшої сестри Прим, на котру вказав жереб. Піта Мелларк (Джош Гатчерсон), син пекаря, який одного разу врятував її сім'ю від голоду, також обраний.
Катніс та Піта забирають до Капітолія, де колишній переможець ігор Геймітч Абернаті, інструктує їх, як вижити. У перший же день, коли стартують Голодні ігри, половину трибутів убивають. Тим часом Катніс застосовує свої добре відпрацьовані під час полювань вміння, щоб вижити.

## Акторський склад
| Актор             | Роль                    |
| ----------------- | ----------------------- |
| Дженніфер Лоренс  | Катніс Евердін          |
| Джош Гатчерсон    | Піта Мелларк            |
| Ліам Гемсворт     | Гейл Готорн             |
| Вуді Гаррельсон   | Геймітч Абернаті        |
| Елізабет Бенкс    | Еффі Тринькіт           |
| Ленні Кравіц      | Цинна                   |
| Дональд Сазерленд | Президент Коріолан Сноу |
| Стенлі Туччі      | Цезар Флікермен         |
| Веслі Бентлі      | Сенека Крейн            |
| Тобі Джонс        | Клаудіус Темплсміт      |
| Александр Людвіг  | Катон                   |
| Ізабель Фурман    | Клоув                   |
| Амандла Стенберг  | Рута                    |
| Джек Куейд        | Марвел                  |
| Лівен Рамбін      | Гліммер                 |
| Дайо Океньї       | Трач                    |
| Жаклін Емерсон    | Лисиця                  |
| Віллоу Шилдс      | Примроуз «Прим» Евердін |
| Паула Малкомсон   | Місіс Евердін           |
| Латарша Роуз      | Порція                  |

## Касові збори
У США та Канаді фільм заробив 408 мільйона доларів, в інших країнах — 286,4 мільйона. Загальні збори склали 694,4 мільйона доларів.

## Цікаві факти
- На роль Катніс було розглянуто близько 30 актрис, серед них — Гейлі Стайнфельд, Ебігейл Бреслін, Емма Робертс, Сірша Ронан, Хлоя Морец, Ліндсі Фонсека, Емілі Браунінг, Ізабель Фурман, Шейлін Вудлі і Кая Скоделаріо.
- Крім Джоша Гатчерсона претендентами на роль Піти Мелларка були Гантер Перріш, Лукас Тілл і Еван Петерс.
- Також Александр Людвіг, який зіграв Катона, пробувався на роль Піти.
- Крім Лайама Гемсворта претендентами на роль Гейла були Девід Генрі, Роббі Амелл і Дрю Рой.
- Спочатку композитором фільму був Денні Ельфман, але потім його замінив Джеймс Ньютон Говард.
- Фільм знятий за романом «Голодні ігри» Сюзанни Коллінз, входив до списку The New York Times Best Seller понад 130 тижнів поспіль. Книга видана в 45 країнах світу. Тільки в США загальний тираж трилогії склав 16 млн примірників.
- Бюджет фільму «Голодні ігри» — 100.000.000 $.

## Нагороди
| Нагорода                   | Категорія                         | Одержувачі та номінанти | Результат |
| -------------------------- | --------------------------------- | ----------------------- | --------- |
| Virgin Media Movie         | Найбільш бажаний фільм 2012 року  | Голодні Ігри            | Перемога  |
| Virgin Media Movie         | Наступна велика річ 2012 року     | Джош Гатчерсон          | Номінація |
| CinemaCon Awards           | Прорив року                       | Джош Гатчерсон          | Перемога  |
| NewNowNext Awards          | Наступна мега зірка               | Джош Гатчерсон          | Перемога  |
| Australians in Film Awards | Прорив                            | Лаям Хемсфорт           | Перемога  |
| Золотий трейлер            | Найкраща дія                      | Трейлер 2               | Номінація |
| Золотий трейлер            | Найкращий постер дії              | Тизер постеру           | Перемога  |
| Золотий трейлер            | Найкращий бойовик                 | Сім'я                   | Номінація |
| Золотий трейлер            | Найкраща анімація/Родинний постер | Фінальний постер        | Перемога  |